# IC 5269A
IC 5269A је спирална галаксија у сазвјежђу Ждрал која се налази на листи објеката дубоког неба у Индекс каталогу.
Деклинација објекта је - 36° 20' 52" а ректасцензија 22h 55m 55,6s. Привидна величина (магнитуда) објекта IC 5269 износи 13,6 а фотографска магнитуда 14,2. IC 5269A је још познат и под ознакама ESO 406-23, MCG -6-50-11A, PGC 70039.